# Dennis Lashmar
Dennis Lashmar (Londres, 1927-Stuttgart, 25 de julio de 1954) fue un piloto británico de motociclismo, que participó en el Campeonato del Mundo de Motociclismo desde 1951 hasta su muerte en 1954.

## Carrera
Desde muy joven, Dennis Lashmar fue un motociclista entusiasta. Su familia era propietaria del teatro de Lashmar y la agencia de boletos de viaje al lado del London Palladium y su profesión oficial era "agente de boletos de teatro". Sin embargo, fue reclutado en 1946 para su servicio militar. Fue entrenado como oficial paracaidista y fue enviado en marzo de 1947 a Palestina, en ese momento territorio del Reino Unido. En el 2.º Batallón de Paracaidistas de la 6.ª División Aerotransportada y se hizo amigo de Vincent Davey.
El teniente Lashmar se retiró en febrero de 1948. Vivía en el barrio de Stanmore, cerca de la tienda de motocicletas de Rex Judd. Allí también se hizo amigo de Stan Pike, que dirigía el taller de Judd. Lashmar decidió competir profesionalmente y su primera carrera fue en octubre de 1948 en Dunholme durante el Hutchinson 100. Intentó con todas sus fuerzas seguir a Harold Daniell y al hacerlo se cayó. Logró volver a la pista y terminó decimoquinto. Daniell aparentemente quedó impresionado, ya que le dio a Lashmar una de sus "Featherbed" - Norton. En la primavera de 1949 montó su Pike-Vincent hasta la victoria en el Clubmans 1000 cc en el TT Isla de Man. La Clubmans 1000 cc TT era una carrera para aficionados con solo diez participantes, pero Lashmar ganó con más de cuatro minutos de ventaja. En otoño comenzó con una AJS 7R en la clase de 350cc del Gran Premio de Manx, en la que terminó decimotercero. Repitió esta posición en la Senior TT con su Daniell - Norton Manx, mientras que en la Lightweight TT y en la Junior TT se tuvo que retirar por caída. Su amigo Vincent Davey era ahora director gerente de  Gus Kuhn Motors en Londres. Kuhn, que había creado furor como conductor de Levis en la década de los 20, estaba buscando un piloto para promocionar y Davey presentó a Dennis Lashmar. En el TT de 1952, Lashmar pilotó una Gus Kuhn-Norton en el TT Senior, pero terminó sólo en el trigésimo lugar.
Principalmente corrió carreras nacionales británicas para el British Motorcycle Racing Club en circuitos pequeños como Dunholme, Haddenham y Blanford, pero comenzó en 1954 con una motocicleta del hermano de Stan Pike, Roland, en el Gran Premio de Alemania. Se estrelló en la penúltima vuelta y murió a causa de una fractura en la base del cráneo.

## Resultados en el Campeonato del Mundo
Sistema de puntuación desde 1950 hasta 1968:
| Posición | 1.º | 2.º | 3.º | 4.º | 5.º | 6.º |
| Puntos   | 8   | 6   | 4   | 3   | 2   | 1   |

Hasta 1955 se contaban los 5 mejores resultados.

### Carreras por año
(Carreras en Negrita indica pole position, Carreras en cursiva indica vuelta rápida)
| Año  | Clase  | Equipo | 1     | 2       | 3       | 4      | 5       | 6           | 7     | 8     | 9     | Pts | Pos |
| ---- | ------ | ------ | ----- | ------- | ------- | ------ | ------- | ----------- | ----- | ----- | ----- | --- | --- |
| 1951 | 250 cc | LEF    |       | SUI -   | IOM Ret |        |         | FRA -       | ULS - | NAT - |       | 0   | –   |
| 1951 | 350 cc | Norton | ESP - | SUI -   | IOM Ret | BEL -  | NED -   | FRA -       | ULS - | NAT - |       | 0   | –   |
| 1951 | 500 cc | Norton | ESP - | SUI -   | IOM 13  | BEL -  | NED -   | FRA -       | ULS - | NAT - |       | 0   | –   |
| 1952 | 500 cc | Norton | SUI - | IOM 30  | NED -   | BEL -  | GER -   | ULS -       | NAT - | ESP - |       | 0   | –   |
| 1954 | 125 cc | LEF    |       | IOM Ret | ULS -   |        | NED -   | GER -       |       | NAT - | ESP - | 0   | –   |
| 1954 | 350 cc | BSA    | FRA - | IOM 32  | ULS -   | BEL 21 | NED -   | GER -       | SUI - | NAT - | ESP - | 0   | –   |
| 1954 | 500 cc | BSA    | FRA - | IOM 21  | ULS -   | BEL 10 | NED Ret | GER Ret (†) | SUI - | NAT - | ESP - | 0   | –   |